# Selección femenina de fútbol de Uganda
La selección nacional femenina de fútbol de Uganda, también conocida como "Las Grullas Crestadas", es el equipo nacional femenino de fútbol de Uganda. Está controlada por la Federación de Asociaciones de Fútbol de Uganda.

## Historia
El presidente de la FUFA, Lawrence Mulindwa, abordó este tema en 2007, diciendo: "Tuvimos un torneo femenino en Luweero a principios de este año y las mejores jugadoras se reunirán en un equipo nacional para competir en la Copa Desafío Femenina CECAFA inaugural que se celebrará en Zanzíbar en octubre". Sin embargo, el torneo nunca se jugó.
Uganda juega su primer partido oficial el 29 de marzo de 1998 contra Egipto (empate 1-1) en las eliminatorias del Campeonato Femenino Africano de Fútbol 1998.
Los ugandeses participaron en la fase final del Campeonato Africano de Fútbol Femenino de 2000 , pero no pasaron de la primera ronda.
Sin embargo, nunca han participado en la Copa del Mundo ni en los Juegos Olímpicos.
El equipo ganó la Copa CECAFA femenina en 2022, terminó segundo en el Campeonato Femenino CECAFA en 2018, tercero en el Campeonato Femenino CECAFA en 2019, cuarto en el Campeonato Femenino CECAFA en 2016 y tercero en la Copa COSAFA Femenina en 2018.

## Apodos
La selección nacional de fútbol femenina de Uganda ha sido conocida o apodada como " Grullas Crestadas".

## Palmarés
| año  | participación |
| ---- | ------------- |
| 1991 | no participó  |
| 1995 | no clasificó  |
| 1999 | no clasificó  |
| 2003 | no clasificó  |
| 2007 | no clasificó  |
| 2011 | no clasificó  |
| 2015 | no clasificó  |
| 2019 | no clasificó  |
| 2023 | no clasificó  |